# Сараево (Ивановская область)
Сараево — село в Приволжском районе Ивановской области, входит в состав Рождественского сельского поселения.

## География
Расположено в 6 км на юг от центра поселения села Рождествено и в 22 км на юго-восток от райцентра города Приволжск.

## История
Каменная Казанская церковь в селе с колокольней построена в 1791 году попечением графа Александра Васильевича Суворова-Рымникского. Церковь была обнесена каменной оградой, внутри коей приходское кладбище. Престолов было два: в холодной в честь Казанской иконы Божией Матери, в теплой в честь Рождества Иоанна Предтечи.
В конце XIX — начале XX века село входило в состав Игнатовской волости Нерехтского уезда Костромской губернии, с 1918 года — Иваново-Вознесенской губернии.
С 1929 года село являлось центром Сараевского сельсовета Середского района Ивановской области, с 1954 года — в составе Рождественского сельсовета,  с 1983 года — в составе Приволжского района, с 2005 года — в составе Рождественского сельского поселения.

## Население
| 1872 | 1897 | 1907 | 2002 | 2010 | 2013 |
| ---- | ---- | ---- | ---- | ---- | ---- |
| 164  | ↘138 | ↗186 | ↘131 | ↘118 | ↗122 |

## Достопримечательности
В селе расположена действующая Церковь Казанской иконы Божией Матери (1795).